# Équipe d'Italie de football à la Coupe du monde 1974
L'équipe d'Italie de football participe à la Coupe du monde de football 1974 organisée en Allemagne de l'Ouest du 13 juin au 7 juillet 1974, ce qui constitue la huitième phase finale Coupe du monde de son histoire, et sa quatrième consécutive.

## Effectif
Ferruccio Valcareggi
| No. | Pos.      | Joueur                 | Date de naissance et âge | Sélec. | Club                  |
| --- | --------- | ---------------------- | ------------------------ | ------ | --------------------- |
| 1   | Gardien   | Dino Zoff              | 28 février 1942          | 32     | Juventus              |
| 2   | Défenseur | Luciano Spinosi        | 9 mai 1950               | 16     | Juventus              |
| 3   | Défenseur | Giacinto Facchetti (c) | 18 juillet 1942          | 73     | Internazionale Milano |
| 4   | Milieu    | Romeo Benetti          | 20 octobre 1945          | 15     | AC Milan              |
| 5   | Défenseur | Francesco Morini       | 12 août 1944             | 6      | Juventus              |
| 6   | Défenseur | Tarcisio Burgnich      | 25 avril 1939            | 63     | Internazionale Milano |
| 7   | Milieu    | Sandro Mazzola         | 8 novembre 1942          | 67     | Internazionale Milano |
| 8   | Milieu    | Fabio Capello          | 18 juin 1946             | 16     | Juventus              |
| 9   | Attaquant | Giorgio Chinaglia      | 24 janvier 1947          | 9      | SS Lazio              |
| 10  | Milieu    | Gianni Rivera          | 18 août 1943             | 58     | AC Milan              |
| 11  | Attaquant | Luigi Riva             | 7 novembre 1944          | 40     | Cagliari Calcio       |
| 12  | Gardien   | Enrico Albertosi       | 2 novembre 1939          | 34     | Cagliari Calcio       |
| 13  | Défenseur | Giuseppe Sabadini      | 26 mars 1949             | 4      | AC Milan              |
| 14  | Défenseur | Mauro Bellugi          | 7 février 1950           | 7      | Internazionale Milano |
| 15  | Défenseur | Giuseppe Wilson        | 27 octobre 1945          | 1      | SS Lazio              |
| 16  | Milieu    | Antonio Juliano        | 1er janvier 1943         | 17     | SSC Napoli            |
| 17  | Milieu    | Luciano Re Cecconi     | 1er décembre 1948        | 0      | SS Lazio              |
| 18  | Milieu    | Franco Causio          | 1er février 1949         | 10     | Juventus              |
| 19  | Attaquant | Pietro Anastasi        | 7 avril 1948             | 20     | Juventus              |
| 20  | Attaquant | Roberto Boninsegna     | 13 novembre 1943         | 18     | Internazionale Milano |
| 21  | Attaquant | Paolo Pulici           | 27 avril 1950            | 3      | Torino FC             |
| 22  | Gardien   | Luciano Castellini     | 12 décembre 1945         | 0      | Torino FC             |

## Coupe du monde

### Premier tour - groupe 4

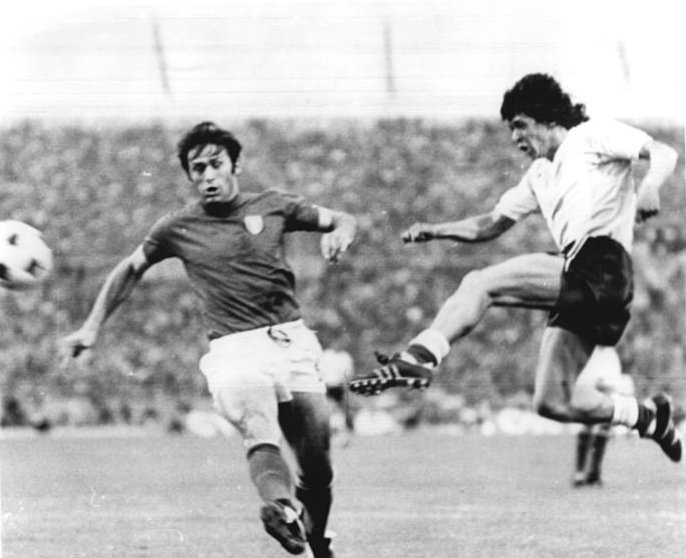
Ouverture du score de l'Argentin René Houseman face à l'Italie

| Rang | Équipe    | Pts | J | G | N | P | Bp | Bc | Diff |
| ---- | --------- | --- | - | - | - | - | -- | -- | ---- |
| 1    | Pologne   | 6   | 3 | 3 | 0 | 0 | 12 | 3  | +9   |
| 2    | Argentine | 3   | 3 | 1 | 1 | 1 | 7  | 5  | +2   |
| 3    | Italie    | 3   | 3 | 1 | 1 | 1 | 5  | 4  | +1   |
| 4    | Haïti     | 0   | 3 | 0 | 0 | 3 | 2  | 14 | -12  |

| Match | Date         | Équipe 1  | Résultat | Équipe 2  |
| ----- | ------------ | --------- | -------- | --------- |
| 7     | 15 juin 1974 | Italie    | 3-1      | Haïti     |
| 8     | 15 juin 1974 | Pologne   | 3-2      | Argentine |
| 15    | 19 juin 1974 | Haïti     | 0-7      | Pologne   |
| 16    | 19 juin 1974 | Argentine | 1-1      | Italie    |
| 23    | 23 juin 1974 | Argentine | 4-1      | Haïti     |
| 24    | 23 juin 1974 | Pologne   | 2-1      | Italie    |

| 15 juin 1974                      | Italie                                  | 3 - 1 | Haïti     | Olympiastadion, Munich                             |                                                    |
| 18:00 · Historique des rencontres | Rivera 52e · Benetti 64e · Anastasi 78e |       | Sanon 46e | Spectateurs : 51 100 Arbitrage : Vicente Llobregat | Spectateurs : 51 100 Arbitrage : Vicente Llobregat |
| 18:00 · Historique des rencontres | (Rapport)                               |       |           | Spectateurs : 51 100 Arbitrage : Vicente Llobregat | Spectateurs : 51 100 Arbitrage : Vicente Llobregat |

| 19 juin 1974                      | Argentine    | 1 - 1 | Italie            | Neckarstadion, Stuttgart                       |                                                |
| 19:30 · Historique des rencontres | Houseman 20e |       | Perfumo 35e (csc) | Spectateurs : 68 900 Arbitrage : Pavel Kasakov | Spectateurs : 68 900 Arbitrage : Pavel Kasakov |
| 19:30 · Historique des rencontres | (Rapport)    |       |                   | Spectateurs : 68 900 Arbitrage : Pavel Kasakov | Spectateurs : 68 900 Arbitrage : Pavel Kasakov |

| 23 juin 1974                      | Pologne                  | 2 - 1 | Italie      | Neckarstadion, Stuttgart                              |                                                       |
| 16:00 · Historique des rencontres | Szarmach 38e · Deyna 44e |       | Capello 85e | Spectateurs : 68 900 Arbitrage : Hans-Joachim Weyland | Spectateurs : 68 900 Arbitrage : Hans-Joachim Weyland |
| 16:00 · Historique des rencontres | (Rapport)                |       |             | Spectateurs : 68 900 Arbitrage : Hans-Joachim Weyland | Spectateurs : 68 900 Arbitrage : Hans-Joachim Weyland |